# Punta Baretti
Punta Baretti (fr. Pointe Baretti) – szczyt w Masywie Mont Blanc, w grupie górskiej Mont Blanc. Leży w północnych Włoszech w regionie Dolina Aosty. Znajduje się w bocznej grani Brouillard odchodzącej od szczytu Mont Blanc de Courmayeur (4738 m).  Szczyt można zdobyć ze schroniska Rifugio del Goûter (3817 m) lub Rifugio Torino (3375 m).
Pierwszego wejścia dokonali Jean-Joseph Maquignaz i Martino Baretti 28 lipca 1880 r.